# Драгоман
Вижте пояснителната страница за други значения на Драгоман.
Драгома̀н е град в Западна България. Той се намира в Софийска област и е в близост до градовете Сливница, Годеч и Трън. Градът е административен център на община Драгоман.
По данни на ГРАО към 15 юни 2023 г. в града живеят 3066 души по настоящ адрес и 3173 души по постоянен адрес.

## География
Драгоман се намира на 36 km северозападно от град София и на 15 km от държавната граница с Република Сърбия. Градът е разположен в малко високопланинско поле в подножието на Чепън (част от планинския масив на Стара планина), намиращо се в западната част на Софийската котловина, която придружава от юг Стара планина и минава на запад от София през Алдомировското и Сливнишкото поле.

## История
Най-древните останки от първите обитатели върху територията на днешния град Драгоман са от новокаменната епоха (неолита). Тогава там съществувало малко селище, от което до наши дни са достигнали различни оръдия на труда, като каменни брадви и чукове. Доста по-късно от това първо селище римляните построили крайпътната станция Мелдия. В нея постоянно квартирувала римска войска, за да охранява важния военен път от Белград до Цариград. Под това име селището съществувало и през част от Средновековието.
Сведения за Драгоман под имената „Драгоман“ (1530 г. – Istanbul – BOA, TD 370, s.223) и „Дирагоман“ (1576 г. – Руси Стойков – "Известия на Държавна библиотека „Васил Коларов“ (сега НБКМ – София, кн.1 за 1959 г., Сф, 1961 г., стр.402, кол.2), има в турски регистри от 1530 и 1576 г. Според двата дефтера, Драгоман е спадал към каазата „Шехир кьой“ (днес град Пирот в Република Сърбия). В съкратения регистър на Пиротския кадилък от 1530 година Драгоман е отбелязан като село с 5 домакинства и 14 неженени жители. Приходът от селото е 1078 акчета.

## Име
Името Драгоман означава
- историческо: водач на група наемни работници, който защитава интересите им пред работодателя.
- остаряло: (на арабски: „тарджуман“, на египетски арабски: „таргоман“).
- производно: от латински dragnos mons – драконови планини

## Население
През 1900 г. Драгоман, който е част от община Калотина, има 582 жители. През 1905 г. населението му възлиза на 599 души. Общият брой жители на гр. Драгоман днес е 3507, от които 1746 са жени. По националност – българи.
Численост на населението според преброяванията през годините:
| \| Година на преброяване \| Численост \| \| --------------------- \| --------- \| \| 1934 \| 2383 \| \| 1946 \| 2613 \| \| 1956 \| 2747 \| \| 1965 \| 2978 \| \| 1975 \| 3600 \| \| 1985 \| 4082 \| \| 1992 \| 3884 \| \| 2001 \| 3755 \| \| 2011 \| 3368 \| \| 2021 \| 3121 \| |           |
| Година на преброяване | Численост |
| 1934 | 2383      |
| 1946 | 2613      |
| 1956 | 2747      |
| 1965 | 2978      |
| 1975 | 3600      |
| 1985 | 4082      |
| 1992 | 3884      |
| 2001 | 3755      |
| 2011 | 3368      |
| 2021 | 3121      |

Етническият състав включва 2776 българи.

## Икономика
На територията на града съществуват следните предприятия:
- „Драгоман – ЕЛ“ ЕООД за производство на електромери
- „Балкан-Драгоман“ – фабрика за текстил неработеща над 10 г.
- Мина „Бели брег“ в село Габер за добив на въглища
- „Минна компания“ ЕООД в село Габер за преработка на стари автомобилни гуми
- „Контактни елементи“ АД[8] е фирма за производството на биметални контакти (пластини), биметални и триметални контактни нитове, припои на сребърни основи, ПОК-40, 50, 60, цинкови и калаени аноди. Дружеството извършва и дейности свързани с леярските и металопресови услуги. Фирмата е основана през 1980 г.

## Чуждестранни инвеститори
- „ДФ България“ – В началото на 2005 г. в Драгоман отвори врати „ДФ България“ – предприятие за производство и преработка на перфорирана ламарина до комплексни модули и готови за монтаж компоненти. То е 100 %-ово дъщерно дружество на Dillinger Fabrik gelochter Bleche GmbH, Германия. Производствените възможности на предприятието обхващат: пресоване, изтегляне, щанцоване, рязане с вибрационни ножици, валцуване, изправяне, огъване, рязане, кантоване, обрязване на израстъци, заваряване (WIG, MIG, MAG, поточково и непрекъснато), галванична повърхностна обработка, прахово покритие. Главната цел на предприятието в гр. Драгоман е да предлага на своите клиенти от Източна Европа висококачествени продукти на изгодни цени.
- „РЪББЪРТЕК“ ЕООД – Немско предприятие за производство на гумени изделия за автомобили – филиал Драгоман. Работници – 60, предимно жени, двусменен режим на работа с перспектива за откриване на нови работни места и разширяване на производството.
- „Хилгруп“ – На територията на град Драгоман се изгражда „Цех за крайна обработка, монтаж и опаковка на мебелен обков и други стоки за бита“ – с инвеститор – Джузепе Мотта-Италия.

## Туризъм и забележителности
- Международен фолклорен фестивал „Нишавски хоровод“; организира се от 2001 г. от Народно читалище „Драгоман 1925“, двустранен фестивал, празник на фолклора на населението живущо между София и Ниш по поречието на река Нишава на територията на България и Сърбия. Провежда се ежегодно в навечерието на 24 май. Основател на фестивала е Благой Божилов – председател на читалището.
- Мемориал на загиналите съветски пилоти по време на Втората световна война, открит през 1985 г.

На територията на града не съществува изградена туристическа инфраструктура. Има един работещ хотел ('x-л Алекс'), намира се в началото на града, до международното шосе Е-80. Предлагат се също и частни квартири, чийто капацитет е до 12 легла.
Благодарение на доброволци от Сдружение за дива природа – Балкани има изградено опознавателно мостче, водещо до укритие за наблюдение на птиците, населяващи Драгоманското блато.
Любителите на екстремни спортове могат да се качат на парапланер на Чепън, едно от най-подходящите места за този вид спорт.
На ул. „Св. Иван Рилски“ има уникална природна забележителност – старо многогодишно гнездо на бял щъркел, в което едновременно гнездят 5 вида птици – бели щъркели, гугутки, домашни, полски и испански врабчета

## Политика
През 1909 г. гара Драгоман е обявена за център на община, като приема за съставни селата Драгоман, Ярловци, Чуковезер, Бахалин и Драгоил. Дотогава Ярловци, Чуковезер и Бахалин са били към Габерска община, Драгоил и село Драгоман – към
Калотинска община.
За първи кмет на новата Драгоманска община е избран Иван Модев от с. Драгоман. По онова време Общинското управление се помещава в частна сграда. След това, през 1913 г. кмет става Величко Микев от с. Ярловци, който отново заема поста и през 1919 г.

Списък с кметовете на община Драгоман:

| Управление (г.)          | Кмет (име)                    |
| ------------------------ | ----------------------------- |
| 1909 – 1913              | Иван Модев                    |
| 1913, 1919               | Величко Микев                 |
| 1914 – 1916              | Стефан Здравков               |
| 1918                     | Мито Апостолов Тотев          |
| 1920 – 1923              | Андрей Алексов                |
| 1924                     | Никола Велков                 |
| 1925 – 1926              | Иван Найденов Пенев           |
| 1927 – 1929, 1931        | Крум Димов                    |
| 1930, 1932 – 1933        | Йордан Павлов Бонев           |
| 1934                     | Тома Стоичков Календеров      |
| 1935 – 1936              | Димитър Манолов Хаджипетров   |
| 1937 – 1938              | Стоян Проданов Стоянов        |
| 1939 – 1940              | инж. Никола Николов Калицинов |
| 1941 – 1942              | Христо Георгиев Христакиев    |
| 1943                     | Петър Христов Парашиков       |
| 1944                     | Георги Димитров Ангелов       |
| 1945 – 1946              | Наце Найденов Калайджийски    |
| 1947                     | Евтим Петров Соколов          |
| 1948                     | Димитър Антонов Димитров      |
| 1949 – 1950              | Найден Атанасов Георгиев      |
| 1951 – 1952              | Драгомир Димитров Тричков     |
| 1953 – 1955, 1963 – 1976 | Кирил Георгиев Величков       |
| 1956 – 1959              | Димитър Крумов Мишев          |
| 1960 – 1962              | Мирон Николов Георгиев        |
| 1977 – 1980              | Милчо Боянов Миланов          |
| 1981 – 1984              | Цветан Иванов Станев          |
| 1985 – 1987              | Николай Миронов Николов       |
| 1988 – 1999              | Ганчо Григоров Ставрев        |
| 1999 – 2007              | Любов Кирилова Добрева        |
| 2007 – 8 ноември 2011    | Соня Стоянова Дончева         |
| 8 ноември 2011 –         | Андрей Алексиев Иванов        |

Празник на Драгоман – чества се в последната събота на месец август.

## Личности
В Драгоман е роден професор Минчо Драганов (1937 – 2011), преподавател в СУ „Св. Климент Охридски“, във Варненски свободен университет „Черноризец Храбър“, в Пловдивски университет „Паисий Хилендарски“.

## Други
На Драгоман е наречена улица в квартал „Овча купел“ в София (Карта).